# Azzio Caselli
Azzio Caselli (Reggio nell'Emilia, 24 giugno 1847 – Montecavolo, 18 ottobre 1898) è stato un chirurgo italiano noto tra per la prima faringolaringectomia eseguita con successo in Italia e altre innovazioni nella tecnica chirurgica..

## Biografia
Nacque a Reggio Emilia il 24 giugno 1847 da Telemaco e Luigia Cosmi. Dopo aver frequentato le scuole medie e il Liceo a Reggio Emilia, si iscrisse alla facoltà di Giurisprudenza, poi medicina e chirurgia a Modena, indi a Bologna, in quel periodo è già assistente di Francesco Rizzoli, dalla quale venne espulso. Si laureò infine a Napoli il 13 novembre 1869.
Tornato in Emilia venne nominato, il 26 giugno 1869, medico condotto del comune emiliano di Quattro Castella, per poi dimettersi il 24 maggio 1871. Divenne poi medico assistente e Primario Operatore supplente all'Ospedale di Reggio Emilia il 1º maggio 1871, per ricevere successivamente la nomina a Chirurgo Primario Operatore effettivo nello stesso ospedale nel 1873. In quell'anno vi fu un'epidemia di colera. Caselli fu nominato membro dell'Accademia Medica di Bologna rinunciando al posto di chirurgo presso l'Ospedale di Faenza. Nel 1874 ottenne la cattedera di Clinica Chirurgica e Medicina Operatoria presso l'Ospedale di Reggio Emilia e l'incarico di Consulente della Carità, inoltre partecipò al Congresso Freniatrico di Imola. Sempre nel 1874 diventa membro corrispondente dall'Accademia di Modena e insignito con il titolo di Cavaliere della Corona d'Italia.
Tra il 1875 e il 1876, su richiesta del Collegio degli Avvocati di Reggio Emilia, tenne un corso biennale di Anatomia topografica in rapporto alla medicina legale. Eseguì nel 1876 un'operazione di tracheotomia, seguita, nel 1877, da un'operazione di gastroenterostomia. Nel 1878, dopo aver partecipato al Congresso di Pisa, eseguì un'operazione di ovariotomia in antisepsi all'Ospedale di Reggio Emilia, seguita, nel 1879, da un'operazione di laringo-faringectomia sulla paziente Giuseppina Casali. Ottenuta la libera docenza in Patologia Speciale Chirurgia nel 1881 partecipò al congresso Medico Internazionale di Londra. Tra il 1881 e il 1882 ricevette la nomina a professore straordinario di Propedeutica e Patologia speciale dimostrativa e Direttore della clinica rispettiva nell'Università di Genova. Dimessosi nel 1882 dall'ospedaale di Reggio Emilia tra il 1883 e il 1895 diresse, a titolo gratuito, il Pio Istituto dei Rachitici di Genova e nel 1884 fu nominato professore ordinario e direttore della Clinica Chirurgica Operativa a Genova. Nel 1886 operò all'orecchio il violinista genovese Camillo Sivori e nel 1887 Giuseppina Strepponi Verdi, moglie del compositore Giuseppe Verdi.
Nel 1892 venne nominato commendatore della Corona d'Italia e nel 1894, dei SS. Maurizio e Lazzaro. Nel 1897 vi fu uno sciopero degli studenti di Medicina, solidale al dott. Azzio Caselli, contro il provvedimento ministeriale che voleva metteva in comune i locali di Clinica Chirurgica Operativa con quelli di Patologia Chirurgica dimostrativa, provvedimento che in seguito fu revocato.
Il decesso di Azzio Caselli avvenne il 18 ottobre 1898 al Bianino di Reggio Emilia. Azzio fu il penultimo di una dinastia di chirurghi, iniziata con suo nonno Antonio e terminata con suo figlio Arnoldo.

## Opere
- Azzio Caselli, Sull'allacciatura della femorale profonda : storia e considerazioni del prof. Azzio Caselli, Tipi Gamberini e Parmeggiani, 1873. ISBN non esistente
- Azzio Caselli, Sul trapianto cutaneo, Gamberini e Parmeggiani, 1873. ISBN non esistente
- Azzio Caselli, Sull'amputazione della lingua : storia e considerazioni / del Prof. Azzio Caselli, Tipi Gamberini e Parmeggiani, 1873. ISBN non esistente
- Azzio Caselli, Nuovo processo per l'amputazione della lingua, Gamberini e Parmeggiani, 1874. ISBN non esistente
- Azzio Caselli, Considerazioni sulla trasfusione del sangue e nuova cannula per eseguirla, Tipi Gamberini e Parmeggiani, 1874. ISBN non esistente
- Azzio Caselli, Contributo alle resezioni, Tipografia di Stefano Calderini e figlio, 1878. ISBN non esistente
- Azzio Caselli, Morte per frattura dell'epistrofeo da caduta od omicidio?, Calderini, 1878. ISBN non esistente
- Azzio Caselli, Sulla estirpazione della parotide / considerazioni anatomo-chirurgiche e storie del Prof. Azzio Caselli, Stefano Calderini e figlio, 1879. ISBN non esistente
- Azzio Caselli, Estirpazione completa della laringe, faringe, base della lingua, velopendolo e tonsille, Gamberini e Parmeggiani, 1880. ISBN non esistente
- Azzio Caselli, Sulle resezioni, F. Vallardi, 1881. ISBN non esistente
- Azzio Caselli, Cefaloematoma diffuso traumatico, Roux e Favale, 1881. ISBN non esistente